# Bullhead City
Bullhead City és una població dels Estats Units a l'estat d'Arizona. Segons el cens del 2007 tenia 40.980 habitants.

## Demografia
Segons el cens del 2000, Bullhead City tenia 39.101 habitants, 13.909 habitatges, i 9.110 famílies La densitat de població era de 288,3 habitants/km².
Dels 13.909 habitatges en un 24,7% hi vivien nens de menys de 18 anys, en un 49,1% hi vivien parelles casades, en un 11,1% dones solteres, i en un 34,5% no eren unitats familiars. En el 25,3% dels habitatges hi vivien persones soles l'11,2% de les quals corresponia a persones de 65 anys o més que vivien soles. El nombre mitjà de persones vivint en cada habitatge era de 2,42 i el nombre mitjà de persones que vivien en cada família era de 2,86.
Per edats la població es repartia de la següent manera: un 22,5% tenia menys de 18 anys, un 7,3% entre 18 i 24, un 24,5% entre 25 i 44, un 26,6% de 45 a 60 i un 19,2% 65 anys o més.
L'edat mediana era de 42 anys. Per cada 100 dones de 18 o més anys hi havia 96,2 homes.
La renda mediana per habitatge era de 30.221 $ i la renda mediana per família de 33.914 $. Els homes tenien una renda mediana de 23.617 $ mentre que les dones 19.564 $. La renda per capita de la població era de 16.250 $. Aproximadament l'11,3% de les famílies i el 15,1% de la població estaven per davall del llindar de pobresa.

## Poblacions més properes
El següent diagrama mostra les poblacions més properes.